# Тесла модел 3
Тесла модел 3 је потпуно електрични аутомобил који производи америчка компанија Тесла од 2017. године.

## Историјат
Модел 3 је компактни луксузни седан са четвора врата. Представљен је у марту 2016. године, а производња је отпочела у јулу 2017. године. У зависности од величине батерије, домет са једним пуњењем је од 409 км до 560 км. Цена за основни модел на америчком тржишту износи 39.490 долара, без државних субвенција за електрична возила.
Да ће се овај електрични аутомобил звати модел 3, односно оригинално стилизовано као Model ☰, саопштио је председник компаније Илон Маск још јула 2014. године. Међутим, првобитна намера је била да се возило зове модел Е, али се одустало због Фордовог заштитног имена. Почетком 2017. године, због противљења Адидаса стилизоване хоризонталне три линије су напуштене и назив возила је промењен у нумеричко 3.
У односу на кросовер икс и лимузину С, дизајн модела 3 је савременији. Донекле личи на модел С, али тројка има своје специфичности по којима се разликује од већег модела С. Предња маска је исте боје као и каросерија и без икаквих украсних детаља, и у односу на возила са класичном маском хладњака, модел 3 изгледа помало необично. Амблем је премештен са маске на хаубу, односно поклопац предњег пртљажника. Модел 3 има два пртљажника, један напред, а други класично позади. Силуета возила подсећа на већу лимузину С, али због мањих димензија, има мање препусте каросерије испред предњих и задњих точкова. Задњи део се завршава малим спојлером, који је саставни део врата пртљажника, док су стоп-светла оптремљена лед технологијом.
Унутрашњост је минималистички дизајнирана и модерније урађена у односу на моделе икс и С. Осим ручица на волану, класични инструменти су одбачени, а све команде су смештене на 15-инчни екран мултимедијалног система, који се налази на врху централне конзоле. Дисплеј је, за разлику од модела С и икс, уместо вертикално, постављен хоризонтално.
Модел 3 је доступан у верзијама са задњим и погоном на сва четири точка, а возило је стандардно опремљено ауто-пилотом и многим системима безбедности.

## Галерија
- Тесла модел 3
- Модел икс (лево) и модел 3 (десно) на презентацији 31. марта 2016.
- Задњи део